# Dominik Kozma
Dans le nom hongrois Kozma Dominik, le nom de famille précède le prénom, mais cet article utilise l’ordre habituel en français Dominik Kozma, où le prénom précède le nom.
Pour les articles homonymes, voir Kozma.
Dominik Kozma, né le 10 avril 1991 à Dunfermline en Écosse, est un nageur hongrois.

## Biographie
Il obtient trois médailles de bronze lors des Championnats d'Europe à Debrecen en 2012, sur 200 mètres nage libre, 4 × 200 m nage libre et 4 × 100 m quatre nages.
Il est le fils du footballeur István Kozma.

## Palmarès

### Championnats du monde

#### Grand bassin
- Championnats du monde 2017 à Budapest :
  -  Médaille de bronze du relais 4 × 100 m nage libre